# Прокопович Наталія Володимирівна
Ната́лія Володи́мирівна Прокопо́вич (нар. 16 жовтня 1957, місто Нова Каховка, Херсонська область) — українська політикиня та дипломатка. Колишня народна депутатка України, представниця партії Віктора Ющенка «Наша Україна». До літа 2013 року була Генеральною консулкою України в Санкт-Петербурзі. президент Громадської організації «Центр інституційного розвитку».

## Освіта
Наталя Володимирівна за освітою інженер-радіофізик, економіст-правознавець.

## Трудова діяльність
- 1973–1976 — учениця Київського суднобудівного технікуму.
- 1976–1978 — монтажниця радіоапаратури Київського заводу автоматики імені Петровського.
- 1979–1985 — старша лаборантка української філії науково-дослідного планування та нормативів при Держплані СРСР.
- 1985–1991 — інженерка-електронниця Інституту кібернетики АНУ.
- 1991 — заступниця директора МП «Лідер».
- 1991–1992 — помічниця першого заступника голови виконкому Московської райради міста Києва.
- 1992–1993 — провідна спеціалістка управління комунального майна Київської міськдержадміністрації.
- 1993–1994 — головна спеціалістка Фонду комунального майна, місто Київ.
- 1994–1997 — директорка департаменту інвестицій Фонду державного майна України.
- 1997 — економічна радниця Міністра економіки України.
- 1997–1999 — начальниця управління зовнішніх зв'язків Державного комітету України з питань розвитку підприємництва.
- 2000–2001 — керівниця групи проектів АБ «Банк регіонального розвитку», місто Київ.
- 2001–2004 — старша радниця з питань правової та регуляторної реформи представництва «Девелопмент Альтернатива Інк.», місто Київ.
- 2004–2006 — директорка підприємства «Громадський центр інституційного розвитку».

Народний депутат України 5-го скликання з 25 травня 2006 до 8 червня 2007 від блоку «Наша Україна», № 27 в списку. На час виборів: директорка Громадського центру інституційного розвитку, член партії Народний союз «Наша Україна». Член фракції Блоку «Наша Україна» (з травня 2006). Член Комітету з питань європейської інтеграції (з липня 2006), голова підкомітету з питань адаптації українського законодавства до законодавства ЄС Комітету з питань європейської інтеграції (липень — грудень 2006), голова Комітету з питань європейської інтеграції (з листопада 2006). 8 червня 2007 достроково припинила свої повноваження під час масового складення мандатів депутатами-опозиціонерами з метою проведення позачергових виборів до Верховної Ради.
Вересень 2007 — кандидатка в народні депутати України від блоку «Наша Україна — Народна самооборона», № 96 в списку. На час виборів: тимчасово не працювала, член партії Народний союз «Наша Україна».
Дипломатичний ранг — Надзвичайний і Повноважний Посланник 2-го класу (з грудня 2009).

## Нагороди
- Лауреатка Всеукраїнської премії «Жінка III тисячоліття» в номінації «Рейтинг» (2010).